# Okui Maszami
Okui Maszami (奥井 雅美; Hepburn: Masami Okui; Itami, 1968. március 13. –) japán énekesnő, zeneszerző, szövegíró. Karrierjét vokalistaként kezdte 1989-ben.

## Karrierje

### Gyermekkor, és debütálása előtti évek
Okui Maszami már kisgyermekkora óta szeretett énekelni, ekkor figyeltek fel szülei arra, hogy tisztán énekelt. Miután a család Oszakába költözött, ott benevezték Siróto Meidzsi Kai énekversenyre, amit meg is nyert. Mivel Maszami szeretett énekelni, ezért tovább képezte a hangját. 1989 szeptemberében Szaitó Juki háttérvokalistájaként kezdte. Ekkoriban ismerkedett meg Hajasibara Megumi szeijú-énekesnővel, aki ekkoriban kezdte pályafutását Szaitó Jukival együtt. Azonnal szimpatikusak lettek egymásnak, és jó barátságot kötöttek. Később, amikor Megumi elkezdett énekelni Maszaminak nagyon tetszett, hogy Megumi önmagát adja, és mivel rajongója volt a stílusnak, elhatározta, hogy ezt a stílust fogja ő is művelni, és azon lesz, hogy az animét hangjával, dalaival tovább népszerűsítse.

### Kezdeti évek, az első album
1993-ban kezdte szólóénekesnői pályafutását. Sokak szerint, ha nem ismerte volna meg Megumit, nem tudott volna ilyen hamar kitörni a vokalista-szerepből. Augusztus 21-én jelent meg első kislemeze Dare jori mo zutto... címmel. Még egy kislemeze jelent meg 1993-ban a Jume ni konnicsiva (Willow Town monogatari). Egyik kislemez sem került be az Oricon 100-as listájába, valószínűleg azért, mert keveset gyártottak belőle.[forrás?] Ezért is van az, hogy mára nemzetközi rajongók által legkeresettebb kislemezzé vált. Nagyon ritka, és ha eladásra is kerül egy-egy példány, csillagászati áron adják el. A következő évben 1994-ben négy kislemezt adott ki, ezek már megjelentek az Oricon 100-as listáján 80–92. közötti helyeken. Az lendített még az ismeretségén, hogy az ebben az évben megjelent Hajasibara Megumi Sphere albumán vokálozott. Az igazi áttörés számára 1995-ben jött meg, amikor közösen elénekelték a Get Along című dalt, mely a Slayers anime főcímzenéje. Valamint ebben az évben jelent meg első nagylemeze Gyuu címmel. Az album sikeres lett, a 47. helyet érte el a japán Oricon album listán. Népszerűségét többek között annak köszönheti, hogy remekül vegyítette az akkori japán divatos pop zenét a saját stílusával, végeredményként kellemes hangzású igényes pop dalok születtek.

### Karrierjének csúcsa
Ezután minden évben kiadott albumot. A második albuma, az 1996-ban kiadott V-sit a legnagyobb példányszámban értékesített albuma lett. Igaz csak a 19. helyen nyitott az Oricon listán, de 7 hétig szerepelt rajta. Egy albuma sem szerepelt ilyen sokáig az album eladási listán. Ez annak köszönhető, hogy az ebben az évben megjelent Slayers Next kislemezen, a Give a Reasonön szerepelt a Dzsama va szaszenai dala, mely a mai napig az egyik legnépszerűbb dala. A kislemez a 9. helyen nyitott, és 232 850 példányban kelt el. Mivel a dal egy új verziója szerepelt a V-sit albumon, nagyon népszerű lett az. 1997-ben megjelent a Ma-King albuma, mely a 12. helyen nyitott az Oricon lemezeladási listán, de mivel csak öt hétig szerepelt rajta, nem sikerült megelőzni az előző albumát, de így is szép eredményeket ért el. 1998-ban jelent meg negyedik Do-Can albuma, melynek lemezbemutató turnéja annyira sikeres volt, hogy 1999 nyarán lemezen is hallható volt, megjelent első koncertalbuma Best-est címmel, mely limitált, 20 000 példányszámban lett kiadva. Pár hónap alatt elkelt az összes. Még ebben az évben megjelent ötödik stúdióalbuma Her-Day címmel, mely a mai napig nagy népszerűségnek örvend.[forrás?]

### Az új stílus, és sikerének hanyatlása
2000-től azonban stílust váltott. Megmaradtak a pop jellegű dalok, de egyre nagyobb arányban jelent meg a keményebb hangzású rock stílus. Valamint a 2000-ben megjelent Neei albumában nemzetközi ismeretségű zenészekkel dolgozott, köztük olyan nagy nevek ékesítik az albumot, mint a Toto együttes gitárosa, Steve Lukather, aki a Turning Point videóklipben látható is. Az új stílus hatására megcsappant Okui Maszami rajongótábora, illetve átalakult. Ennek ellenére a Neei album volt a legmagasabb helyen nyitó album, a tizenegyedik helyet érte el. 2001-ben megjelent Devotion albumán egy kicsit hanyagolta rockot, de komoly témájú, és szinte tragikus hangulatú dalaival felhívta magára a kritikusok figyelmét, hogy eddig jórészt könnyed, kellemes hangzású albumokat csinált, most meg egy teljesen komoly albummal lepte meg a rajongóit. Ez volt az utolsó stúdióalbum, mely megjelent az Oricon album listán a harmincadik helyen. Valamint ez az utolsó album, melyet Jabuki Tosiró producerelt. 2002-ben elkészült a Crossroad, ezzel az első olyan albuma, melyet teljes mértékig Okui Maszami producerelt. Valamint ez az első olyan album, mely egy anime dalt sem tartalmaz. Erre alaposan rákontrázott a 2003-ban megjelent Maszami Kobusi albummal, amely az első feldolgozás albuma. Mivel az album sok régebbi népszerű anime dalt tartalmazott, ezért visszatért az Oricon album listára, szám szerint a tizenhetedik helyre. Ez az év több szempontból is jelentős volt az énekesnő számára, hiszen ez év márciusában csatlakozott a JAM Project nevű rockegyütteshez, mely rock stílusban játszik anime főcímdalokat. Emellett 2003 nyarán Jonekura Csihiro japán énekesnővel megalapították az r.o.r/s nevű duettet, mely a Kaleido Star című anime főcímzenéjével vált ismertté. Emellett Maszami tovább folytatta szólóénekesnői karrierjét, továbbra is minden évben ad ki nagylemezt. A 2004-ben megjelent Rebirth album igen viharos körülmények között jelent meg. Ugyanis a Neei után ez az első rock albuma, és ez azért volt probléma, mert King Records fő profilja az anime dalok, rock albumokkal egyáltalán nem foglalkozik. Így igencsak nagy kompromisszumok árán jelent meg az album.

### Saját kiadó, saját út
2004-ben szakított a King Records kiadóval. Hogy most eleve lejárt a szerződés, vagy fel lett bontva, azt nem lehet tudni, de létrehozta saját lemezkiadó stúdióját, az Evolutiont, melyet mai napig producerel. Ez év novemberében megjelent az Olive kislemez, mely a hatvankilencedik helyen debütált az Oricon kislemez listán. Ekkortól kezdett el sikere igazán mélyrepülésnek indulni, és az újabb albumai közül már egy sem tudott feljönni a Top 50-ig, sőt néhány a Top 100-at sem érte el. Ennek valószínűsíthetőleg az az oka, hogy amíg a King Recordsnál meg volt szabva, hogy a mindig megjelenő aktuális új albumot promotálni, reklámozni kell, addig a saját kiadója által kiadott albumok esetében jóformán csak tematikus TV-műsorokban (animés) beszél az új albumairól, valamint a blogjában ír róla. Amióta a saját kiadójánál van, jóformán csak a blogjából értesülhetünk róla újdonságokról, a médiában nagyon-nagyon keveset szerepel. És bár népszerűsége csak árnyéka a karrierjének kezdeti stádiumához képest, zenéjének minősége továbbra is magas.[forrás?] 2008-ban a JAM Project együttessel világ körüli turnéra indult, ahol olyan országokban is megfordultak, mint az Amerikai Egyesült Államok, Mexikó, vagy Franciaország. Szóló lemezei pedig továbbra is a rock alapjain nyugszanak.

## Diszkográfia
| - Gyuu (1995) - V-sit (1996) - Ma-King (1997) - Do-Can (1998) - Best-est (koncertalbum) (1999) - Her-Day (1999) - Neei (2000) - Li-Book 2000 (koncertalbum) (2000) - S-Mode #1 (válogatásalbum) (2001) - Devotion (2001) - Crossroad (2002) - Angel’s Voice (minialbum) (2002) - Maszami Kobusi (2003) - Rebirth (2004) - S-Mode #2 (válogatásalbum) (2004) - Dragonfly (2005) - S-Mode #3 (válogatásalbum) (2005) - God Speed (2006) - Evolution (2006) - Masami Life (2007) - Óoku (válogatásalbum) (2008) - Tribute to Masami Okui: Buddy (2008) - Akasha (2009) - Self Satisfaction (2009) - I-magination (2010) - Self Satisfaction II (2011) - Love Axel (2012) - Symbolic Bride (2015) | - Dare jori mo zutto... (1993) - Jume ni konnicsiva (1993) - I Was Born to Fall in Love (1994) - Reincarnation (1994) - My Jolly Days (1994) - It’s Destiny: Jatto Meguri Aeta (1994) - Get Along (1995) - Mask (1995) - Shake It (1996) - Give a Reason (1996) - Naked Mind (1996) - J (1997) - Rinbu-Revolution (1997) - Szouda, zettai. (1997) - Birth (1998) - Su (Aka) (1998) - Never Die (1998) - Key (1999) - Tensi no kjúszoku (1999) - Labyrinth / Toki ni Ai va (1999) - Szore va tocuzen jatte kuru (1999) - Only One, No.1 (1999) - Over the End (2000) - Turning Point (2000) - Cutie (2000) - Just Do It (2000) - Szora ni kakeru hasi (2001) - Megami ni naritai (For a Yours) (2001) - Shuffle (2001) - Deporation (But, Never Too Late) (2001) - Happy Place (2002) - Second Impact (2003) - Olive (2004) - Trust / A Confession of Tokio (2005) - Micu (2006) - Zero (G) (2006) - Wild Spice (2006) - Remote Viewing (2007) - It’s My Life (2007) - Ring (2007) - Insanity (2007) - Melted Snow (2008) - Starting Over (2009) - Miracle Upper WL (2009) - Renka tairan (2010) - Good-bye Crisis (2010) - Szora no uta (2012) - Takarabako (Treasure Box) / Platinum Jet (2015) - Innocent Bubble (2017) - Sophia (2017) |